# 84011 Жан-Клод
84011 Жан-Клод (84011 Jean-Claude) — астероїд головного поясу, відкритий 23 липня 2002 року.
Тіссеранів параметр щодо Юпітера — 2,993.